# 星之卡比 探索發現
《星之卡比 探索發現》是由HAL研究所开发、任天堂發行的平台动作游戏。本作是星之卡比主要系列中首款全3D遊戲，也是系列30周年的纪念作品。本作在2022年3月25日發行於任天堂Switch平台。
包含本体与全新内容“星耀世界”的版本于2025年8月28日登陆任天堂Switch 2平台。

## 遊戲特色
遊戲的舞台為文明與自然融合的「新世界」，卡比與新伙伴「艾菲靈」為了拯救被野獸軍團綁架的瓦豆魯迪們展開冒險，本作也是系列首次運用全3D跟隨視角的作品，操作方式與《卡比的吸入大作戰》相似。
遊戲中的「瓦豆魯迪小鎮」會隨著玩家在遊戲中解救越多的瓦豆魯迪而逐漸繁榮，玩家在小鎮中可以進行打工小遊戲、扭蛋、以及強化卡比的複製能力等。
本作中卡比有了新的「塞滿嘴變形」能力，可以將場景中特定的物件吸入，並使用它們進行不同的動作。

## 開發
HAL研究所於2020年開始預告一款新的星之卡比遊戲，系列總監督熊崎信也將其描述為“新階段”，並且表達“將卡比最好的一面推向高峰”。熊崎解釋了團隊如何專注遊戲即使在將視角更改為全3D的情況下也能變得平易近人，同時讓玩家操作起來令人滿意。全3D過渡被描述為非常具有挑戰性，因為HAL研究所將星之卡比系列轉化為全3D的幾次嘗試中都失敗，這可以追溯到2000年代，後來成為《星之卡比Wii》的早期開發期間。首次擔任系列總監的神山達哉最終為全3D卡比遊戲創建了一個詳細的推介，為HAL研究所面臨的問題提供了解決方案，包括角色設計、遊戲玩法和其他方面。最終HAL研究所允許開發全3D遊戲，Vanpool公司提供協助開發，亦是Vanpool公司於2023年5月31日解散前最後一款參與開發的遊戲。
早期任天堂的遊戲測試人員認為，廣闊的全3D環境使遊戲變得太簡單，令玩家可以簡單地遠離敵人的攻擊。任天堂建議增加敵人的密度，但被HAL研究所拒絕了，理由是不想折磨卡比或阻止玩家和平探索遊戲世界。為了緩解深度感知問題，遊戲更改了命中檢測，以便從玩家的角度來看，如果卡比的攻擊看起來是命中敵人，即使攻擊實際上並沒有連接，也會命中敵人。
本作于2021年9月24日的任天堂直面会上公布，為星之卡比系列的30周年紀念作品，並於隔年1月12日公布發售日期。

## 反響
| 汇总媒体   | 得分   |
| ---------- | ------ |
| Metacritic | 85/100 |

| 媒体          | 得分        |
| ------------- | ----------- |
| Destructoid   | 9.5/10      |
| Eurogamer     | Recommended |
| Game Informer | 9/10        |
| GamesRadar+   | [ 13 ]      |
| GameSpot      | 9/10        |
| IGN           | 8/10        |
| Nintendo Life | [ 16 ]      |
| Shacknews     | 9/10        |
| VG247         | [ 18 ]      |

本作於Metacritic獲得普遍的好評，並有許多評論稱其為歷代最好的星之卡比作品。
截至2024年3月底，本作在全世界共售出752萬份，成為星之卡比系列銷量最高的作品。